# トクタルベク・タンガトカン
トクタルベク・タンガトカン（カザフ語: Тоқтарбек Таңатқан、中国語: 托合塔尔别克·唐拉提汗、Tuō hé tǎ ěr bié kè · Táng lā tí hàn、Tuohetaerbieke Tanglatihan、1996年11月18日 - ）は、中華人民共和国のボクサーである。
2020年東京オリンピックの男子ミドル級競技に出場した。その際に名前がエリビエケ・ツオヘタ（Erbieke TuohetaあるいはTUOHETA Erbieke）と表記されていたが、これは個人名のトクタルベクの漢字表記（托合塔尔别克）のピンインを粗雑にカタカナ転写し、さらに漢字を3文字ずつ分割して姓名として誤認（異分析）したことによって生じた誤訳と考えられる。